# Anne-Marie Quist
Johanne Maria „Anne-Marie“ Quist (* 26. Dezember 1957 in Nijmegen) ist eine ehemalige niederländische Ruderin.
Die 1,83 m große Anne-Marie Quist vom Utrechter Ruderclub Orca trat bei den Olympischen Spielen 1984 in Los Angeles im Vierer mit Steuerfrau und im Achter an. Der Vierer mit Marieke van Drogenbroek, Anne-Marie Quist, Catharina Neelissen, Willemien Vaandrager und Steuerfrau Martha Laurijsen belegte im Vorlauf den zweiten Platz hinter den Rumäninnen und gewann dann den Hoffnungslauf. Im Finale erreichten die Niederländerinnen den fünften Platz mit 0,68 Sekunden Rückstand auf die drittplatzierten Australierinnen. Die Ruderinnen des niederländischen Vierers traten am Finaltag auch mit dem Achter an und gewannen die Bronzemedaille hinter den Booten aus den Vereinigten Staaten und aus Rumänien. 